# Union (New York)
Pour les articles homonymes, voir Union.
Union est une ville du comté de Broome, dans l'État de New York, aux États-Unis,. En 2010, elle comptait une population de 56 346 habitants, estimée au 1er juillet 2018 à 53 251 habitants. La ville est fondée en 1791.

## Démographie
Lors du recensement de 2010, la ville comptait une population de 56 346 habitants. Elle est estimée, en 2016, à 2 637 habitants.